# ロバート・スターリング・ヤード

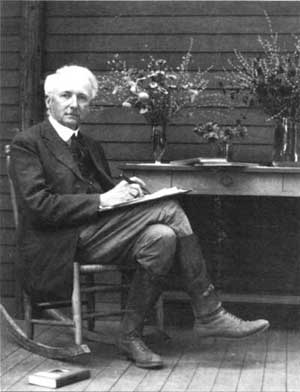
ヨセミテ国立公園におけるロバート・スターリング・ヤード (1920年)

ロバート・スターリング・ヤード（Robert Sterling Yard 1861年2月1日 - 1945年5月17日）は、アメリカの作家、ジャーナリストおよび荒野活動家。ニューヨーク州のハヴァー・ストロウで生まれ、ヤードはプリンストン大学を卒業した。
1915年に彼は、独立国立公園の必要性についてPRするために彼の友人であったスティーヴン・メイザーに呼ばれた。その多数の活動は1916年には国立公園庁（National Park Service）を設立する動きの一部になった。その後、ヤードは数年間National Parks Educational Committeeに勤めた。1919年にはNational Parks Association（現National Parks Conservation Association）の事務局長となった。
| スタブアイコン | サブスタブ | この項目は、まだ閲覧者の調べものの参照としては役立たない、人物に関連した書きかけの項目です。この項目を加筆・訂正などしてくださる協力者を求めています（P:人物伝/PJ:人物伝）。 |